# Polska na Młodzieżowych Mistrzostwach Europy w Lekkoatletyce 2001
Polska na Młodzieżowych Mistrzostwach Europy w Lekkoatletyce 2001 – reprezentacja Polski podczas trzeciej edycji czempionatu Starego Kontynentu dla zawodników do lat 23, która odbyła się w Amsterdamie,  zdobyła 12 medali, w tym pięć złotych.

## Rezultaty

### Mężczyźni
- bieg na 100 metrów
  - Przemysław Rogowski zajął 2. miejsce
- bieg na 200 metrów
  - Marcin Jędrusiński zajął 1. miejsce
  - Łukasz Chyła zajął 2. miejsce
- bieg na 400 metrów
  - Rafał Wieruszewski zajął 3. miejsce
- bieg na 10 000 metrów
  - Jakub Burghardt zajął 5. miejsce
  - Arkadiusz Sowa nie ukończył
- Bieg na 110 metrów przez płotki
  - Artur Budziłło zajął 1. miejsce
- bieg na 400 metrów przez płotki
  - Zenon Miśtak odpadł w eliminacjach
  - Tomasz Rudnik odpadł w eliminacjach
- bieg na 3000 metrów z przeszkodami
  - Grzegorz Walaszek zajął 10. miejsce
  - Jakub Czaja nie ukończył
- sztafeta 4 × 100 metrów
  - Tomasz Kondratowicz, Łukasz Chyła, Marcin Płacheta i Przemysław Rogowski zajęli 1. miejsce
- sztafeta 4 × 400 metrów
  - Michał Węglarski, Zenon Miśtak, Maciej Ryszkowski i Tomasz Rudnik odpadli w eliminacjach
- chód na 20 kilometrów
  - Kamil Kalka zajął 13. miejsce
- skok wzwyż
  - Paweł Gulcz zajął 4. miejsce
  - Tomasz Śmiałek nie został sklasyfikowany w finale
- trójskok
  - Konrad Katarzyński odpadł w kwalifikacjach
- pchnięcie kulą
  - Leszek Śliwa zajął 3. miejsce
  - Łukasz Wenta zajął 6. miejsce
  - Tomasz Chrzanowski zajął 10. miejsce
- rzut młotem
  - Wojciech Kondratowicz zajął 4. miejsce
- rzut oszczepem
  - Bronisław Korda odpadł w kwalifikacjach

### Kobiety
- bieg na 400 metrów
  - Aneta Lemiesz zajęła 3. miejsce
- bieg na 800 metrów
  - Anna Zagórska zajęła 1. miejsce
- bieg na 10 000 metrów
  - Monika Drybulska zajęła 8. miejsce
  - Agnieszka Stawicka zajęła 10. miejsce
  - Katarzyna Dziwosz zajęła 15. miejsce
- bieg na 400 metrów przez płotki
  - Aleksandra Pielużek zajęła 2. miejsce
  - Karolina Tłustochowska zajęła 7. miejsce
- sztafeta 4 × 400 metrów
  - Aleksandra Pielużek, Aneta Lemiesz, Monika Bejnar i Justyna Karolkiewicz zajęły 2. miejsce
- chód na 20 kilometrów
  - Sylwia Korzeniowska zajęła 5. miejsce
  - Joanna Baj zajęła 11. miejsce
  - Agnieszka Olesz zajęła 15. miejsce
- skok o tyczce
  - Monika Pyrek zajęła 1. miejsce
  - Anna Wielgus odpadła w kwalifikacjach
- skok w dal
  - Karolina Binaś odpadła w kwalifikacjach
- pchnięcie kulą
  - Karolina Konkolewska odpadła w kwalifikacjach
- rzut dyskiem
  - Wioletta Potępa zajęła 5. miejsce
- rzut oszczepem
  - Monika Kołodziejska-Mrówka zajęła 4. miejsce
- siedmiobój
  - Magdalena Szczepańska nie ukończyła